# Журлов, Павел Васильевич
Павел Васильевич Журлов (16 июня 1934 года, село Липовка, Малосердобинский район, Пензенская область — 18 сентября 2023) — передовик производства, аппаратчик химического производства и рационализатор Сибирского химического комбината. Герой Социалистического Труда (1977).

## Биография
Родился 16 июня 1934 года в многодетной крестьянской семье в селе Липовка Малосердобинского района.
Окончив в 1949 году семилетнюю школу в родном селе, вместе с матерью переехал в город Березники Пермской области, где поступил в ремесленное училище. В 1952 году по окончании училища получил специальность аппаратчика химического производства 5 разряда. Трудовую деятельность начал в Томске-7 на новом секретном предприятии п/я 5 комбината № 816 по выпуску оружейного урана-235, на котором проработал последующие 45 лет (позднее это предприятие было переименовано в Сибирский химический комбинат). Принимал участие в строительстве корпусов предприятия. Внёс несколько десятков рационализаторских предложений, в результате чего повысилась производительность труда.
В начале 70-х годов разработал метод промывки труб от внутренних урановых наслоений, благодаря чему стало возможным повторное использование труб. Экономический эффект от данного рационализаторского предложения составил около 180 тысяч рублей. За выдающиеся достижения в работе был удостоен в 1977 году звания Героя Социалистического Труда.
В октябре 1997 года вышел на пенсию.

## Награды
- Герой Социалистического Труда — указом Президиума Верховного Совета СССР от 8 июня 1977 года
- Орден Ленина — дважды (1974, 1977)
- Орден Трудового Красного Знамени (1962)
- Медаль «В ознаменование 100-летия со дня рождения Владимира Ильича Ленина» (1970)
- Орден «За заслуги перед Отечеством» III степени (1995)
- Почётный гражданин Северска (1984)